# Чернаковка (приток Тары)
Чернаковка — река в России, протекает по Кыштовскому району Новосибирской области. Устье реки находится в 455 км по левому берегу реки Тара. Длина реки составляет 10 км. На реке находится одноименная деревня.

## Данные водного реестра
По данным государственного водного реестра России относится к Иртышскому бассейновому округу, водохозяйственный участок реки — Иртыш от впадения реки Омь до впадения реки Ишим, без реки Оша, речной подбассейн реки — бассейны притоков Иртыша до впадения Ишима. Речной бассейн реки — Иртыш.